# Apatania hirtipes
Apatania hirtipes là một loài Trichoptera trong họ Apataniidae. Chúng phân bố ở miền Tân bắc.